# Планине Боја
Боја (Boya Hills) су планине које се налазе у вилајету Источна Екваторија у Јужном Судану. Највиши врх достиже висину од 1.414 метара. Део су планинског венца Иматонг. Име су добиле према народу Боја који га претежно насељава. Предео је богат водом и повременим рекама, које теку према северу и мочварним областима Источне Екваторије.